# Chicago soul
Genres associés
Motown
rhythm and blues
Pop
La Chicago soul est un style de musique soul qui fait son apparition pendant les années 1960 à Chicago. Avec Détroit, siège du label Motown, et les grands artistes soul de Memphis, Chicago et son style Chicago soul contribuent à la révolution de cette musique au début des années 1970.
Tout comme la southern soul, avec sa riche influence de gospel, la Chicago soul présente un son de musique évangélique indubitable, mais se montre quelque peu plus légère et plus délicate dans son approche. Les groupes vocaux de Chicago ont tendance à proposer des harmonies douces et décontractées (principalement le courant Doo-wop de Chicago), tandis que les artistes solo présentent une approche très mélodique et assez pop dans leurs chansons.
Les travaux historiques, musicologiques et sociologiques restent rares sur cette scène musicale, à l'inverse de Detroit. Ainsi, on doit à l'universitaire et bibliothécaire Robert Pruter d'avoir dressé une histoire de la Chicago Soul en 1992. Ce n'est qu'en 2019 que Move on Up – Chicago Soul Music and Black Cultural Power, d'Aaron Cohen, complète ces travaux.
Les accompagnements comprennent généralement des arrangements très orchestrés, avec des cuivres et des cordes, par des arrangeurs notables tels que Johnny Pate (qui utilise largement les cuivres) et Riley Hampton (qui s'est spécialisé dans les cordes),.
De nombreux artistes de Chicago Soul feront leur carrière dans d'autres scènes des États-Unis (Detroit, Los Angeles, New York) : The Staple Singers, Etta James, Chaka Khan, Earth, Wind and Fire.

## Labels notables
Durant les années 1960 et les années 1970, une série de labels de la ville de Chicago contribuent au son de la Chicago soul, particulièrement Vee-Jay, Constellation, Chess, Okeh, ABC-Paramount, One-derful, Brunswick, Dakar et le label Curtom Records de Curtis Mayfield. Nombre de ces entreprises du disque étaient installée sur ce que l'histoire appellerait la « Record Row », c'est-à-dire la Michigan Avenue de Chicago.

## Quelques artistes représentatifs
- Ewart Abner
- Barbara Acklin
- Jerry Butler
- Vivian Carter
- Alvin Cash
- Gene Chandler
- The Chi-Lites
- Dee Clark
- Otis Clay
- Mitty Collier
- Carl Davis (producteur et directeur artistique)
- Tyrone Davis
- The Dells
- The Esquires
- Betty Everett
- Five Stairsteps
- Donny Hathaway
- The Impressions
- Walter Jackson
- Etta James
- Syl Johnson
- Major Lance
- Magnum Force
- Marvelows
- Holly Maxwell
- Curtis Mayfield
- The Staple Singers
- Billy Stewart
- Phil Upchurch
- The Vibrations
- Jackie Wilson